# Leptophryne borbonica
Leptophryne borbonica é uma espécie de anfíbio da família Bufonidae.
Pode ser encontrada nos seguintes países: Indonésia, Malásia, Tailândia e possivelmente em Brunei.
Os seus habitats naturais são: florestas subtropicais ou tropicais húmidas de baixa altitude, regiões subtropicais ou tropicais húmidas de alta altitude e rios.
Está ameaçada por perda de habitat.